# Павле Џевер
Павле Џевер (Сурјан, код Варцар Вакуфа, 1919 — Тјентиште, код Фоче, јун 1943), учесник Народноослободилачке борбе и народни херој Југославије.

## Биографија
Рођен је 1919. године у селу Сурјан, код Варцар Вакуфа (данашњег Мркоњић Града). Пошто је потицао из сиромашне сељачке породице, после завршене основне школе бавио се земљорадњом.
У септембру 1941. године отишао је у партизане и постао борац Трећег крајишког партизанског одреда. Убрзо по доласку у партизане, са још петорицом другова напао је камион са око тридесет усташа на путу између Бањалуке и Јајца. Џевер је тада истрчао пред камион и бацио бомбу, већина усташа је изгинула, а остатак се разбежао.
Убрзо се прочуо по јунаштву, па је најпре унапређен у десетара, а потом и у водника. Марта 1942. године, када је група од 10 четника заноћила у његовом селу, добровољно се пријавио да их нападне. Упао је у кућу, где су се четници сместили и изненадио их. Њих неколико је ликвидирао, тројицу је повео у Штаб одреда, а остатак се разбежао.
Месец дана касније, приликом партизанског напада на усташко упориште на Црној ријеци, Џевер је упао у зграду хотела у коме су се налазиле усташе, изазвао пожар и тако омогућио ликвидацију овог јаког усташког упоришта, на путу измећу Јајца и Бањалуке.
Велику храброст је показао и приликом борби за Мркоњић Град, августа 1942. године, када је са својом десетином остао потпуно одсечен усред града. Предводио је десетину у борбама читавог дана, а када је пала ноћ успео је да извуче борце из окружења.
У јесен 1942. године његова чета је укључена у састав Трећег батаљона Седме крајишке ударне бригаде. Почетком Четврте непријатељске офанзиве, бригада се уз сталне борбе повлачила од Мркоњић Града на југоисток, ка Неретви. Приликом ових борби Џевер је у шуми, код села Чардак, сачекао у заседи јаку немачку колону и бомбама уништио њену претходницу.
Са Седмом крајишком бригадом прошао је борбе на Неретви у Санџаку и у Црној Гори. Током Пете непријатељске офанзиве бригада је водила тешке борбе од 30. маја до 6. јуна на Јавору Пивском, да би спречила продор јаких немачких снага ка Мартињу, куда се кретала главнина партизанских снага. Током ових борби, да би се ликвидирало једно јако непријатељско упориште, формирана је специјална група бомбаша, коју је предводио Џевер. После првог неуспелог јуриша, група је кренула у поновни јуриш у коме је он тешко рањен у обе ноге. Као непокретни рањеник пренет је у Централну партизански болницу. Погинуо је, јуна 1943. године, приликом покушаја пробоја Треће ударне дивизије која је обезбеђивала рањенике.
Указом председника Федеративне Народне Републике Југославије Јосипа Броза Тита, 27. новембра 1953. године, проглашен је за народног хероја.